# 一起党
一起黨（波蘭語：Partia Razem）是波兰的一个政党，於2015年成立。该党的许多创始成员曾在青年社会主义者、绿党和地方倡议团体中活动。2019年2月，該黨加入左翼聯盟。6月，该党改名為左翼一起。2024年10月，該黨退出左翼聯盟，並恢复原名。一起黨是为了人民和行星欧洲左翼联盟的成員。

## 歷史
该党的成立是為了回應2015年總統大選期間在波蘭創建左翼政治聯盟的失敗。另一個原因是對民主左翼聯盟作為主要中左翼黨派的領導表示不滿。許多創始人以前都是青年社会主义者、綠黨或地方倡議團體的積極分子。
该党的主要政治立場是在2015年5月16日—17日創始大會期間制定的。該黨於2015年7月21日正式註冊。
该党在2015年議會選舉中的所有選區都派出了候選人，並在選舉中獲得3.6％的選票，低於5％的門檻而未能獲得議會席次。
2016年，一起發動一場大規模抗議活動來反對一項由反墮胎團體提出的全面禁止墮胎的法案。
自2016年以來，一起還與扬尼斯·瓦鲁法基斯創立的歐洲民主運動2025合作。2017年5月，瓦鲁法基斯在2019年的歐洲議會選舉中表達了對一起的支持。
2017年7月6日，一起組織了一場抗議美國總統唐納·川普訪問波蘭的活動。示威者打扮成《使女的故事》中的女僕瑪格麗特·阿特伍德，象徵在波蘭和美國的婦女權利被剝奪。
2017年9月，該黨向全國選舉委員會提出申訴，聲稱歐洲保守派和改革主義者在2015年議會選舉期間資助了法律與公正黨，違反了歐洲議會規則以及選舉法。10月29日，委員會宣布將對投訴進行調查。
在2019年的議會選舉中，一起黨同意與民主左翼聯盟和春天組成“左翼”聯盟。6月1日，該黨改名為左翼一起（Lewica Razem）。
自2021年1月以来，该党定期发布播客“一起党说有趣的事情”，內容包括采访、讨论、會話和在议会會議期间录制的演讲。 除此之外，左翼一起还在Facebook和YouTube上进行直播。
2024年10月24日，該黨在參議院的兩名議員（玛格达莱娜·别雅特和安娜·古尔斯卡）以及三位眾議院議員宣布退黨。當天共有約30名黨員退黨。三天後，一起黨宣布離開“左翼”聯盟，加入众议院的反對黨陣營。同時，該黨恢复原名「一起党」。
2025年1月，該黨提名阿德里安·赞德贝格为2025年波蘭總統選舉候选人。在第一輪選舉中，赞德贝格獲得4.86%的得票率，位居第六名。

## 意識形態
該黨主張捍衛勞動權益，反對公共服務的放鬆管制和私有化。其主要目標之一是加強再分配，採用一週35小時工作制，將所得稅門檻提高到相當於最低工資的12倍（截至2016年約3,200美元），建立累進的公司稅，並創立國家預算直接資助的醫療保健計劃。它還希望徹底消除波蘭的經濟特區。該黨的經濟計劃部分受到北歐模式的啟發。該黨認為自己是反緊縮運動。
該黨在社會議題上採取進步主義，支持藥物自由化、學校的性教育和同性戀權利。該黨以對民族主義的嚴厲批評而聞名，並支持歐洲一體化。並且強烈支持放寬波蘭的墮胎法。
該黨反對TTIP和全面經濟貿易協定，因為他們認為這將“導致金融穩定的破壞和債務的快速增長”。
英國經濟學家蓋伊·斯坦將一起黨描述為“波蘭第一個真正地代表蒲公英族的運動”。